# Koepoort ('s-Hertogenbosch)
De Koepoort was een stadspoort in de vestingwerken rond de binnenstad van 's-Hertogenbosch. De poort heeft op de plaats gestaan, waar later de Sint-Jans Poort heeft gestaan in de Sint-Jansstraat.
De Koepoort bestond uit twee ronde torens. Fundamenten van deze torens zijn in 2003 blootgelegd. De noordelijke toren van deze poort werd gevonden, evenals de bestrating van de vroegere weg werd blootgelegd. Deze weg bestond uit kinderkopjes.
Aan de buitenzijde van de poort liep de Dommel, die hier fungeerde als stadsgracht. Bij de poort was een brug gesitueerd. Via deze brug konden bezoekers via de westzijde de stad binnenkomen. De huidige Visstraat was toen nog een open plein en had nog geen verbinding met de overkant van de Dommel.
Evenals de latere Sint-Janspoort liep de doorgaande weg achter de poort in een knik naar de poort toe, opdat het publiek veilig achter de poort kon lopen, voor als er door de poort heen geschoten zou worden.